# Térence Atmane
Pour les articles homonymes, voir Atmane.
Térence Atmane, né le 9 janvier 2002 à Boulogne-sur-Mer, est un joueur de tennis français professionnel.

## Biographie
Né le 9 janvier 2002 à Boulogne-sur-Mer, Térence Atmane commence le tennis au TC Boulogne.

### Carrière junior
Il intègre le top 200 mondial junior en janvier 2018 et intègre en septembre 2019 le top 100 junior, après avoir rejoint le TC Carqueiranne.

### 2022: premiers titres professionnels et top 300 mondial
Térence Atmane multiplie les finales sur des Futures en Tunisie, s'inclinant lors de ses trois premières, puis s'imposant à deux reprises ensuite en juin. Pendant le premier trimestre 2022, il est le joueur qui remporte le plus de matchs du circuit ITF World Tennis Tour, avec 22 matchs, à égalité avec le joueur italien Edoardo Lavagno.
Durant l'été, il fait ses premiers pas sur le circuit Challenger sur terre battue. Il repart ensuite en Future où il remporte en octobre un titre en Égypte, avant d'achever sa saison par un quatrième titre, cette fois en Grèce,. Avec huit finales en une saison, il fait partie des joueurs les plus en réussite du circuit. Il termine la saison à la 299e place mondiale, soit un bond de plus de 500 places en un an, lui qui était classé 851e au 3 janvier 2022.

### 2023: premiers titres en Challenger, débuts en ATP et top 150 mondial

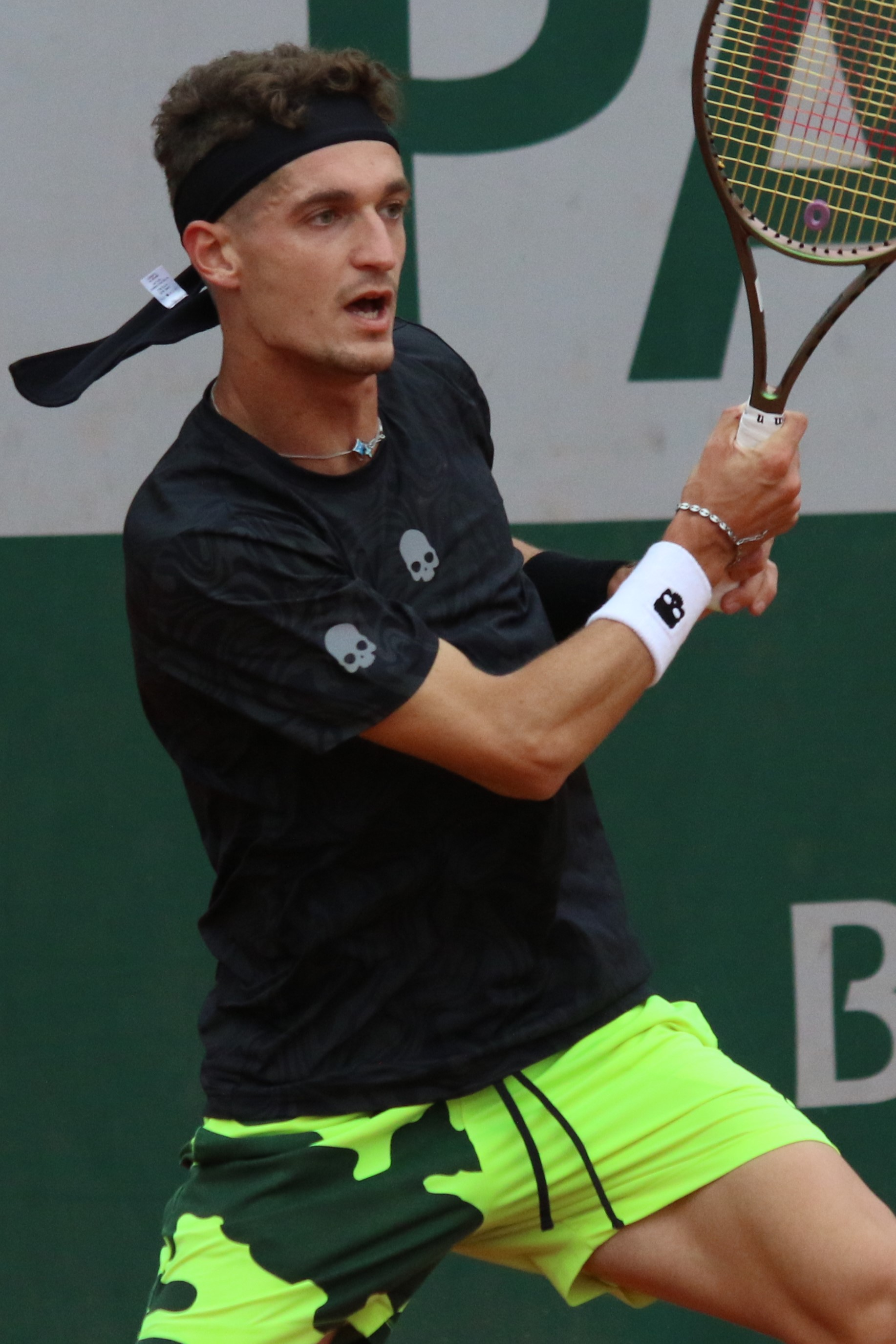
Pendant le tournoi qualificatif de Roland-Garros en 2023.

Térence Atmane atteint en avril 2023 le top 250 ATP. Après un premier titre en Future sur terre battue en Colombie, il reçoit une invitation pour participer aux qualifications de Roland-Garros où il est éliminé d'entrée. Atmane poursuit son premier semestre de l'année sur terre, comme depuis janvier. De retour sur dur fin juillet, il atteint ses premières demi-finales sur le circuit Challenger, lui permettant d'entrer dans le tableau de qualifications pour l'US Open. Il y perd au deuxième tour contre James Duckworth, malgré trois balles de match en sa faveur.
Dans la foulée, il remporte son premier Challenger à Zhangjiagang. Deux semaines après, il s'impose à Canton en dominant les Australiens Christopher O'Connell et Marc Polmans. Il entre alors dans le top 150 du classement ATP. Il fait ses débuts ATP au tournoi de Zhuhai où il affronte le Japonais Yoshihito Nishioka à qui il inflige un 6-0 dans le premier set, avant de perdre les deux manches suivantes. Térence achève sa tournée en Asie par une première participation en Masters 1000, à Shanghai, après avoir franchi les qualifications. Il y remporte son premier match sur le grand circuit contre Jordan Thompson, avant de perdre contre la tête de série numéro 22, le Chilien Nicolás Jarry,. Sa grande taille d'1,93 m, sa puissance en service de gaucher et en coup droit sont des atouts qui lui permettent d'atteindre la 146e place mondiale après les Masters 1000 de Shanghai.
Il dispute son dernier tournoi de la saison à Sofia (ATP 250) où il franchit le cap de l'épreuve qualificative avant d'être battu au premier tour par Márton Fucsovics.

### 2024: première participation en Grand Chelem, troisième finale en Challenger
Atmane fait ses débuts en Grand Chelem à l'Open d'Australie en tant que qualifié. Dans le premier tour du grand tableau, il doit affronter le numéro 3 mondial, Daniil Medvedev. Il remporte la première manche, mais est contraint à l'abandon après avoir perdu les deux sets suivants, en raison de crampes.
Il participe à son premier ATP 500 en carrière lors de l'Open du Mexique, où il parvient à se qualifier. En mai, il se qualifie pour le Masters 1000 de Rome en dominant successivement Thanasi Kokkinakis et Harold Mayot. Dans le grand tableau, il écarte Christopher Eubanks et Lorenzo Musetti (tête de série numéro 26), avant de chuter sur Grigor Dimitrov en deux sets disputés.
Il reçoit ensuite une invitation pour Roland-Garros où il fait ses débuts dans le tableau principal. Il connaît une déception puisqu'il s'incline devant l'Autrichien Sebastian Ofner, après avoir mené deux manches à rien et un break dans le troisième set (6-3, 6-4, 62-7, 2-6, 5-7).
Le Français tente ensuite sa chance sur les Challengers sur gazon d'Angleterre en vue de se préparer pour le tournoi de Wimbledon. Il s'incline d'entrée à Surbiton puis atteint les quarts de finale au tournoi d'Ilkley en battant le Chilien Cristian Garín (7-64, 4-6, 6-2) et le Moldave Radu Albot (7-64, 6-2). Il s'incline ensuite face au futur vainqueur du tournoi David Goffin en quarts de finale (3-6, 4-6). Après cette préparation, il s'incline dès le premier tour du tournoi qualificatif de Wimbledon face au Chinois Bu Yunchaokete (7-65, 65-7, 2-6).
Il prend ainsi la décision de reprendre les tournois sur dur, sa surface de prédilection, notamment en prévision de la tournée nord-américaine sur dur et pour l'US Open. Engagé à Winnipeg, il s'incline cependant dès le deuxième tour face à l'Américain Brandon Holt (5-7, 2-6). La semaine suivante, il se lance au tournoi de Granby où il élimine successivement Patrick Maloney (6-3, 6-4), Nicolas Mejia (6-3, 7-5), Tung-Lin Wu (6-1, 6-0) et Yasutaka Uchiyama (6-3, 3-6, 6-4) pour rallier la finale du tournoi.

### 2025:1redemi-finale en Masters 1000, premières victoires sur le top 10 et entrée dans le top 100, deux titres en Challenger
Terence Atmane effectue une tournée asiatique sur le circuit Challenger. Après avoir disputé plusieurs tournois et gagné le  tournoi de Busan, en Corée du Sud, il remporte un deuxième titre à Guangzhou.
En août, alors qu’il évoluait principalement sur le circuit secondaire, 136e au classement ATP, il atteint à la surprise générale les demi-finales du Masters 1000 de Cincinnati en étant sorti des qualifications et se révèle aux yeux du grand public. Sur son parcours, il élimine Yoshihito Nishioka (6-2, 6-2), Flavio Cobolli (6-4, 3-6, 7-65) tête de série nº15, João Fonseca (6-3, 6-4), le 4e joueur mondial Taylor Fritz (3-6, 7-5, 6-3) et Holger Rune, 9e mondial (6-2, 6-3). Il est battu par le nº1 mondial Jannik Sinner (64-7, 2-6).

## Palmarès sur le circuit Challenger

### Titres en simple
| # | Date       | Tournoi                                                | Surface    | Adversaire         | Score          |
| - | ---------- | ------------------------------------------------------ | ---------- | ------------------ | -------------- |
| 1 | 03-09-2023 | Internationaux de tennis de Zhangjiagang, Zhangjiagang | dur (ext.) | Mikalai Haliak     | 6-1, 6-2       |
| 2 | 16-09-2023 | GDD CUP International Challenger Guangzhou, Guangzhou  | dur (ext.) | Marc Polmans       | 4-6, 7-67, 6-4 |
| 3 | 14-04-2025 | Busan Open, Busan                                      | dur (ext.) | Adam Walton        | 6-3, 6-4       |
| 4 | 28-04-2025 | GDD CUP International Challenger Guangzhou, Guangzhou  | dur (ext.) | Tristan Schoolkate | 6-3, 7-64      |

#### Finale
| # | Date       | Tournoi                                             | Surface    | Adversaire     | Score          |
| - | ---------- | --------------------------------------------------- | ---------- | -------------- | -------------- |
| 1 | 22-07-2024 | Les Championnats Banque Nationale de Granby, Granby | dur (ext.) | Bu Yunchaokete | 3-6, 7-67, 4-6 |

## Parcours dans les tournois duGrand Chelem

### En simple
| Année | Open d'Australie | Open d'Australie | Internationaux de France | Internationaux de France | Wimbledon | Wimbledon      | US Open | US Open         |
| ----- | ---------------- | ---------------- | ------------------------ | ------------------------ | --------- | -------------- | ------- | --------------- |
| 2023  | —                | —                | Q1                       | Zdenek Kolar             | —         | —              | Q2      | James Duckworth |
| 2024  | 1er tour (1/64)  | Daniil Medvedev  | 1er tour (1/64)          | Sebastian Ofner          | Q1        | Bu Yunchaokete | Q1      | Titouan Droguet |
| 2025  | Q3               | Lukáš Klein      | 1er tour (1/64)          | Richard Gasquet          | Q1        | Oliver Tarvet  | —       | —               |

N.B. : à droite du résultat se trouve le nom de l'ultime adversaire.

## Parcours dans lesMasters 1000
| Année | Indian Wells | Miami | Monte-Carlo | Madrid | Rome                | Canada          | Cincinnati           | Shanghai         | Paris |
| ----- | ------------ | ----- | ----------- | ------ | ------------------- | --------------- | -------------------- | ---------------- | ----- |
| 2023  | —            | —     | —           | —      | —                   | —               | —                    | 2e tour N. Jarry | —     |
| 2024  | —            | —     | —           | —      | 3e tour G. Dimitrov | —               | —                    | 2e tour T. Fritz | —     |
| 2025  | —            | —     | —           | —      | —                   | 2e tour E. Nava | 1/2 finale J. Sinner |                  |       |

N.B. : sous le résultat se trouve le nom de l’ultime adversaire.

## Victoires sur le top 10
Toutes ses victoires sur des joueurs classés dans le top 10 de l'ATP lors de la rencontre.
| Légende      |
| Grand Chelem |
| Masters      |
| Masters 1000 |
| 500 Series   |
| 250 Series   |
| Coupe Davis  |

| # | T.A.   | Tournoi    | Année | Surface | Adversaire   | Rang | Tour | Score         |
| - | ------ | ---------- | ----- | ------- | ------------ | ---- | ---- | ------------- |
| 1 | no 136 | Cincinnati | 2025  | Dur     | Taylor Fritz | no 4 | 1/8  | 3-6, 7-5, 6-3 |
| 2 | no 136 | Cincinnati | 2025  | Dur     | Holger Rune  | no 9 | 1/4  | 6-2, 6-3      |